# Dylew (województwo łódzkie)
Dylew – wieś w Polsce położona w województwie łódzkim, w powiecie łódzkim wschodnim, w gminie Tuszyn.
W latach 1975–1998 miejscowość administracyjnie należała do województwa piotrkowskiego.
Według danych z 2011 roku liczba mieszkańców we wsi wynosiła 89 osób. 
Zobacz też: Dylew, Dylewo